# علوي الحسيني
علوي الحسيني هو ممثل مصري تخرج من المعهد العالي للفنون المسرحية وشارك في العديد في العروض المسرحية والأعمال السينمائية والتليفزيونية واشتهر من خلال برنامج ساترداي نايت لايف بالعربي.

## مسيرته المهنية
بدأ علوي الحسيني مسيرته الفنية كممثل ومخرج مسرحي بعد تخرجه من المعهد العالي للفنون المسرحية، ولكن شهرته الحقيقية جاءت بعدما شارك في البرنامج التليفزيوني الكوميدي الشهير «ساترداي نايت لايف بالعربي» في عام 2016، ثُم توالت مشاركاته في العروض المسرحية والأفلام السينمائية والأعمال التليفزيونية، وكان من أبرزها دوره في فيلم «وقفة رجالة» الذي عُرض في عام 2021، ودوره في مسلسل «مملكة إبليس» الذي عُرض في عام 2020 على منصة شاهد الرقمية التابعة لشبكة قنوات إم بي سي.

## أعماله
| سنة العرض | اسم العمل                                   | نوع العمل        | الدور             | أدوار أخرى    |
| --------- | ------------------------------------------- | ---------------- | ----------------- | ------------- |
| 2022      | عروستي                                      | فيلم             |                   |               |
| 2021      | عيد جواز                                    | مسرحية           |                   |               |
| 2021      | وقفة رجالة                                  | فيلم             |                   |               |
| 2021      | ملوك الجدعنة                                | مسلسل            | طحاوي زوج عواطف   |               |
| 2021      | وكل ما نفترق                                | مسلسل            | زنفل              |               |
| 2020      | مملكة إبليس (الجزء الثاني - نار الجنة)      | مسلسل            | عرسة              |               |
| 2020      | مملكة إبليس (الجزء الأول - أسطورة الأساطير) | مسلسل            | عرسة              |               |
| 2018      | العيال رجعت                                 | مسرحية           | راضي سلطان السكري | مؤلف المسرحية |
| 2017      | ريّح المدام                                  | مسلسل            | عامل بالقسم       |               |
| 2016      | ساترداي نايت لايف بالعربي                   | برنامج تليفزيوني |                   |               |

## روابط خارجية
- صفحة الممثل على موقع قاعدة بيانات الأفلام العربية